# Lucie Bouniol
Pour les articles homonymes, voir Bouniol.
 (août 2012).
Si vous disposez d'ouvrages ou d'articles de référence ou si vous connaissez des sites web de qualité traitant du thème abordé ici, merci de compléter l'article en donnant les références utiles à sa vérifiabilité et en les liant à la section « Notes et références ».
Lucie Bouniol, née le 16 décembre 1896 à Giroussens où elle est morte le 31 janvier 1988, est une sculptrice, peintre, dessinatrice française.

## Biographie

### Jeunesse et formation

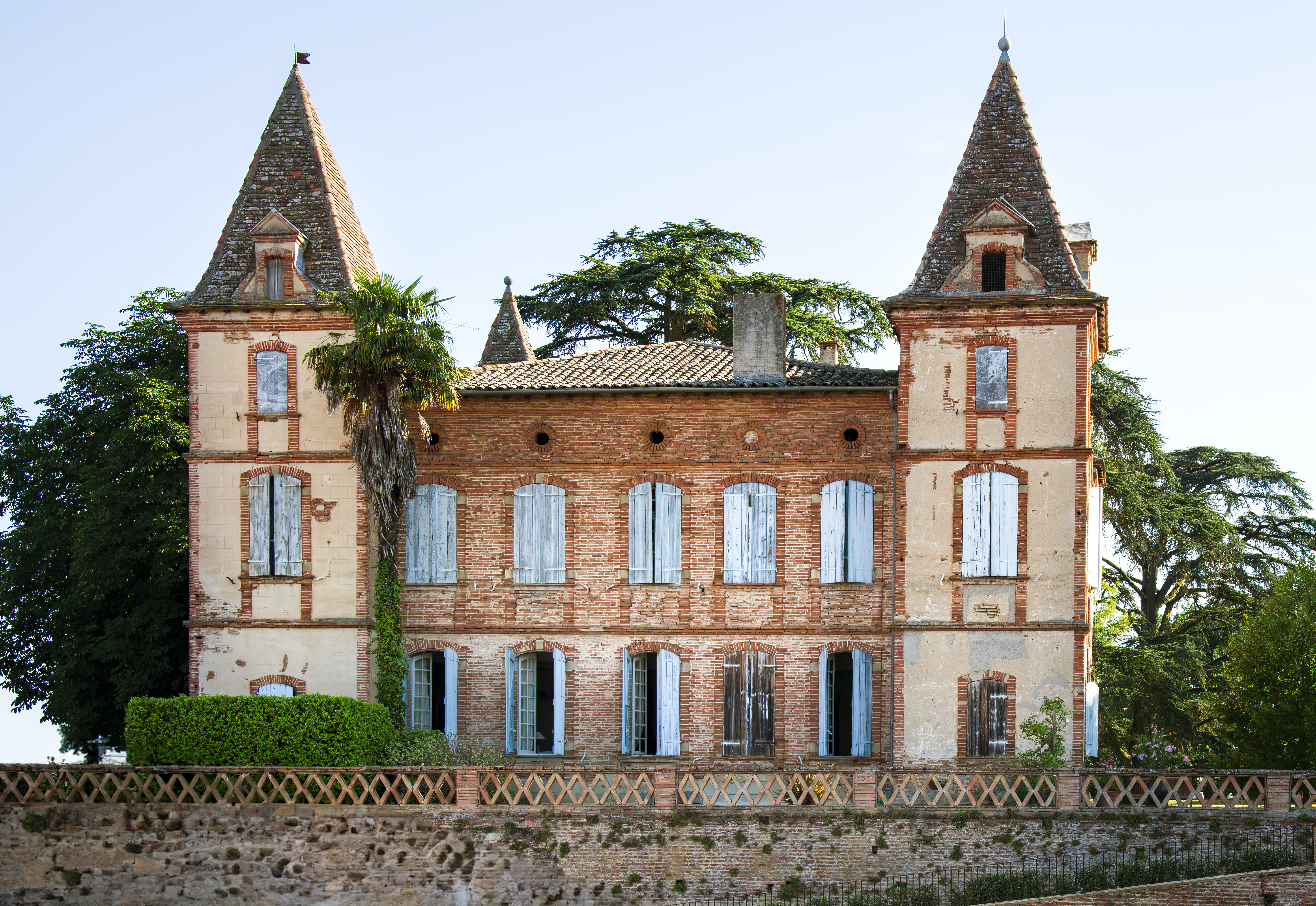
Façade du Château de Belbèze.

Lucie vit et grandit jusqu’à ses 8 ans à Giroussens dans le Tarn, dans la propriété familiale du château de Belbèze. Ce dernier fut acheté par Auguste Bouniol, l’arrière-grand-père de Lucie en 1845.
Fille de Cécile Adour et de Joseph Bouniol, médecin de Giroussens (mais également auprès des mineurs de la région), Lucie Bouniol grandit dans un environnement propice aux arts, ses deux parents étant des pianistes de talent et de fins mélomanes. Elle suit une éducation à la maison, dont nous ne savons pas grand-chose.
En 1905, la famille déménage à la Cadière d’Azur, village du Var où Lucie vit avec ses parents, sa grand-mère maternelle et son oncle Xavier. Ils se rendent alors souvent à Aix-en-Provence, Toulon et d’autres villes sur la côte méditerranéenne.
En 1907, Lucie et ses parents déménagent à La Garde-Freinet, proche de Saint Tropez. Elle débute alors l’écriture de journaux intimes ainsi qu’une correspondance avec son oncle Xavier, parti vivre à Madagascar, affectueusement surnommé « Xave ». Le Centre Céramique de Giroussens conserve aujourd’hui une bonne partie des lettres envoyées par Lucie.

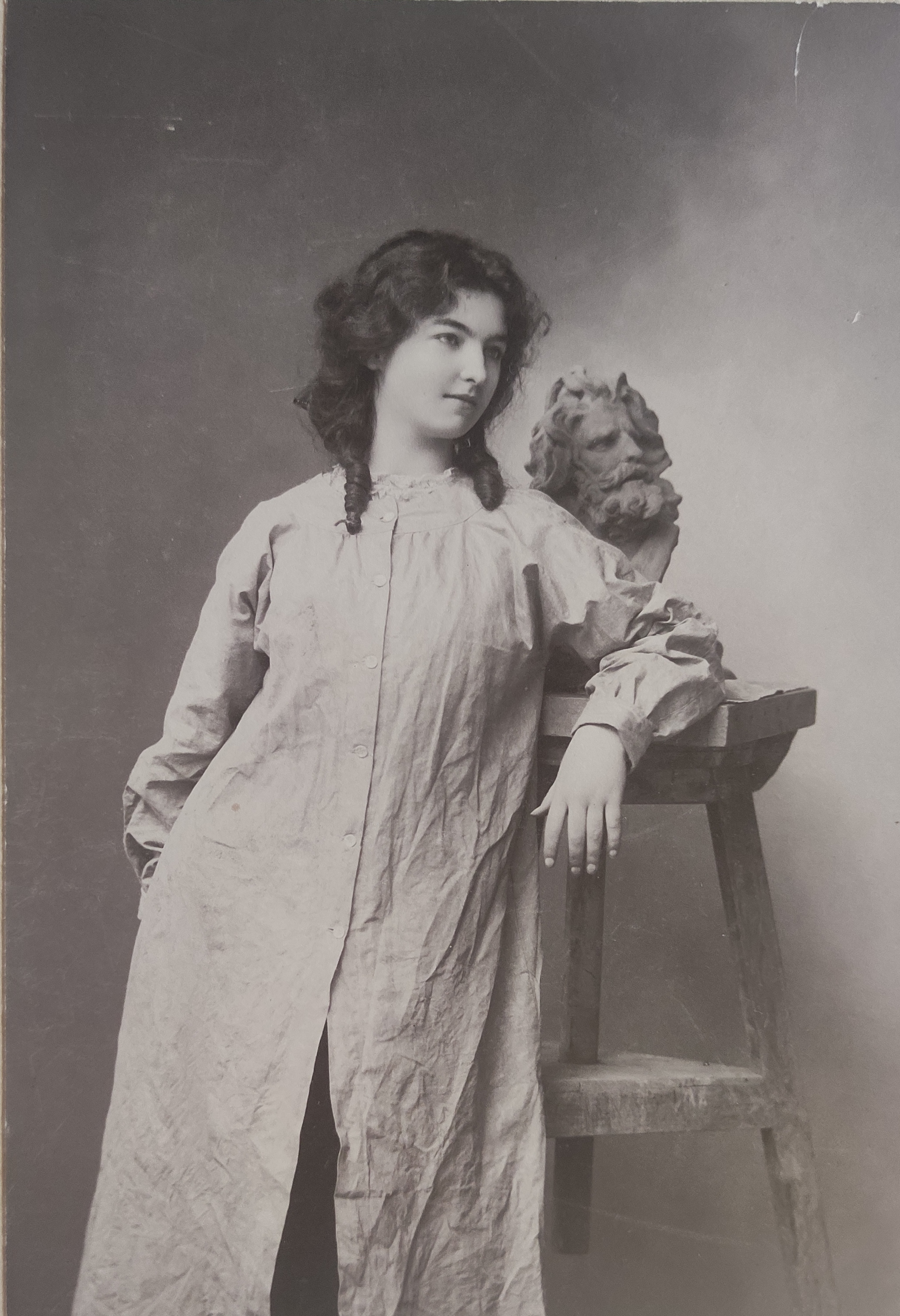
Tête de Faune pour laquelle Lucie Bouniol reçoit le second prix de sculpture aux Beaux-arts de Marseille en mai 1911

De de 1911 jusqu’à 1913, son désir d’entrer aux Beaux-arts de Marseille se concrétise. Elle loge chez Madame Aubert de Passel. Avec elle, Lucie ira au théâtre, à l’opéra, au musée, ce qui permet à Lucie d’avoir une vie culturelle riche à Marseille. Aux Beaux-arts, elle suit des cours de dessin et de modelage et y reçoit  plusieurs récompenses pour son travail : deux prix en sculpture et deux mentions d’éloge.

### Carrière
Son parcours artistique se poursuit ensuite à Paris où elle monte avec ses parents, et réside rue des Sèvres. Elle commence dans un atelier privé en 1913, le fameux atelier Julian où elle a pour maîtres en sculpture Paul Landowski et Henri Bouchard. Ce dernier appuie sa candidature pour qu’elle puisse s’inscrire au concours des Beaux-arts de Paris, puis Laurent Marqueste lui fera une lettre de recommandation pour qu’elle puisse s’inscrire sur la liste des élèves de son atelier de sculpture aux Beaux-arts, où elle est admise de façon définitive le 10 juillet 1914.   Son parcours se poursuit dans l’atelier de la Grande Chaumière, jusqu’au milieu des années 1920 auprès du sculpteur Montalbanais Antoine Bourdelle. L’influence de ses maîtres reste perceptible dans le travail de Lucie, ses sculptures aux lignes simples et courbes rappelant Landowky et Bouchard, tandis que les visages plus réalistes en bronze rappellent Marqueste et Bourdelle.
Après l’armistice de 1918 (et parfois même avant), de nombreuses communes passent commande de monuments aux morts auprès des artistes. Peu de ces commandes sont données à des femmes et pourtant Lucie en obtient trois : à Trémont-sur-Saulx et à Robert-Espagne dans la Meuse et à Duravel dans le Lot. Le monument aux morts de Trémont-sur-Saulx, érigé en 1921, lui vaut un prix en sculpture au salon des artistes. C’est l’une des premières femmes à recevoir ce titre dans ce domaine. Loin des représentations classiques d’hommes en tenue de combat, Lucie s’attache pour ces monuments à représenter ceux qui restent, ceux qui sont laissés  derrière le champ de combat. Elle nous montre des veuves éplorées et des enfants orphelins, femmes et enfants étant des sujets de prédilection pour l’artiste.

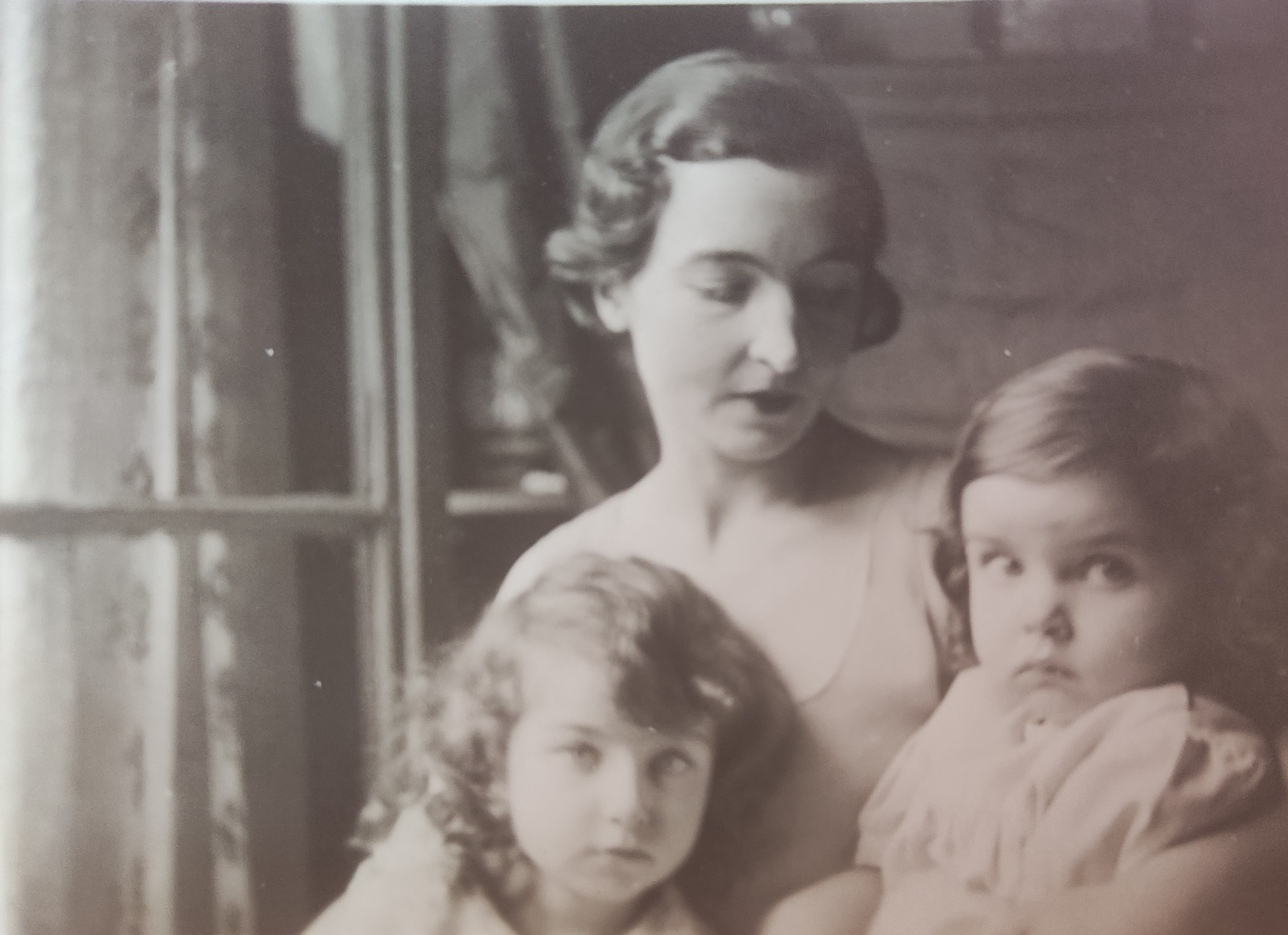
Lucie Bouniol et ses filles Chantal (à gauche) et Rosine (à droite).

En 1923, elle se marie dans le 15eme arrondissement de Paris avec Jean Bouniol, médecin radiologue durant la Seconde Guerre Mondiale et directeur du Journal des Finances par la suite. Elle a avec lui deux filles Chantal (1927-2016) et Rosine (1929-1998).
Rosine était une actrice de théâtre qui a notamment joué avec Marcel Achard. Par la suite, elle aura malheureusement un grave accident de voiture dont elle aura du mal à se remettre. Sa sœur, Chantal épouse David Singer, avec qui elle aura un enfant, Alain, qui décède prématurément à l’âge de 7 ans d’une méningite. Elle se remarie par la suite et s’installe à Monaco. Très attachée à sa famille, Lucie Bouniol prend très souvent comme modèle ses filles, son petit fils et son mari pour des sculptures et des dessins.
Dans les années 1920, l’artiste s’installe dans un appartement du Palais Royal, au-dessus de celui de l’écrivaine Colette avec qui elle devient amie. Durant la seconde guerre mondiale, elle retourne dans son château à Giroussens où elle entretient une correspondance avec l’écrivaine. Elle fréquente de nombreuses personnes du milieu artistique durant son séjour à Paris, comme Françoise Rosay, Jean Marais, Luce Boyals...dont elle fait la sculpture. Lors d’une exposition avec le peintre Bernard Bistes, elle rencontre sa femme Marylène Bistes qui devient l’un de ses modèles, travaillant avec elle à Giroussens et à Paris. L’un de ces portraits, en bronze, est présenté de manière permanente au Château de Mauriac, propriété du peintre et de sa femme.
En 1937, elle demande à participer à l’exposition universelle de Paris et son projet est accepté. Épaulée par Paul Landowski, elle réalise une fontaine qui représente le Jugement de Pâris, issu de la mythologie Grecque. Il s’agit d’un bas-relief représentant une femme allongée, certainement une Aphrodite nue. D’abord élaborée en argile et en plâtre, elle finira par être coulée en ciment pour être résistante à l’eau. La fontaine sera détruite à la fin de l’exposition universelle (comme la grande majorité des œuvres réalisées pour cette occasion), mais une étude du bas-relief est conservée au Centre Céramique de Giroussens.
Dans un engagement féministe, elle va présider de 1946 à 1975 la section artistique de la Fédération internationale culturelle féminine, anciennement nommée le Club international féminin. Avec cette association, elle va permettre aux femmes artistes françaises et étrangères d’exposer essentiellement au musée d’art moderne de Paris mais également à l’international. Elle va écrire de nombreux articles sur ces femmes dans la revue EXPRESSION, affiliée à cette Fédération. Durant ces années-là l’artiste donne aussi des cours de sculpture et de peinture dans son atelier situé Faubourg de la Poissonnière à Paris.
Durant toute sa vie, Lucie partage son temps entre un hiver parisien et un été giroussinais. A la fin de sa vie, elle choisit de s’y installer durablement, pour y passer des années paisibles dans son château avec la présence d’une dame de compagnie, Paulette Barlier. Lucie Bouniol décède d’une crise cardiaque et sera enterrée dans le cimetière du village. Paulette reste alors aux côtés de Jean Bouniol jusqu’à son décès en 1990, puis accompagne Rosine jusqu’en 1998.

## Postérité
Au décès de Lucie, le château familial est vendu par Chantal Susin Bouniol et les communs du château où Lucie Bouniol avait un atelier, seront vendus à la commune de Giroussens et deviendront plus tard le Centre Céramique Contemporain de Giroussens (CCCG). En remerciement, le Centre dédie de manière permanente une salle d’exposition au travail de l’artiste.
La mémoire de l’artiste fut préservée par un ami de l’artiste : Claude Canonica. Restaurateur Lyonnais installé dans le village, il fut le premier à ouvrir le restaurant « l’Echauguette », avec sa femme Pierrette aux cuisines. Très vite les deux couples sympathisent, des expositions s’organisent au restaurant dans une premier temps, puis à l’international. A la mort de l’artiste, il milite pour que le fonds d’atelier soit légué à la commune de Giroussens, qui en est devenu le dépositaire. Il est également durant longtemps le gardien des archives de l’artiste tel que ses carnets et correspondances. Grâce à ces documents il co-écrit de nombreux ouvrages, sur l’artiste, son œuvre ou encore sa correspondance avec Colette.
Actuellement, la plus grande partie de la collection de l’artiste se trouve dans les réserves de la commune de Giroussens, à laquelle le fonds d’atelier fut légué par Chantal Susin-Bouniol. De nombreuses œuvres de l’artiste existent également dans des collections privées ainsi que dans quelques musées comme celui du Pays Vaurais (Lavaur), le Musée du Pays Rabastinois (Rabastens), et le Musée des Augustins (Toulouse).

## Son art
L’artiste possède un talent précoce pour le dessin. On en retrouve de nombreuses preuves dans ses carnets d’enfance où elle dessine de nombreuses femmes en habits élégants, des animaux et les éléments qui l’entourent. Initiée au modelage, l’artiste prend des cours d’anatomie durant ses années aux Beaux-arts de Marseille ce qui lui permet d’avoir de bonnes bases de dessin. Dessinant beaucoup de corps, de visages, d’animaux, elle s’intéresse déjà beaucoup au vivant, au monde qui l’entoure. Son style devient plus abstrait avec le temps mais toujours cerné d’un trait noir au fusain. Elle dessine beaucoup sur le vif avec des matériaux faciles d’accès tel que le pastel, le fusain, la sanguine et utilise parfois de la gouache. D’abord réalistes, ses sculptures deviennent de plus en plus schématiques avec un travail d’empreintes et de touches, dans l’argile et le plâtre. Elle délaisse rapidement la sculpture en pierre car trop coûteuse et difficile à stocker dans un atelier.
Après la Seconde Guerre Mondiale son travail de dessin, aux couleurs de l’argile de la région, se concentre sur les gens du Languedoc qu’elle affectionne tout particulièrement, représentant des scènes de vie, des moments pris sur le vif. Elle dessine des paysan-nes au travail à Cussac Cabardès, des vues de l’Église Saint Salvi de Giroussens ou encore une série de pigeonniers de plusieurs villages des alentours. Les femmes, pour qui elle a beaucoup de respect et d’empathie, sont un sujet qui revient très souvent : en passant par ses filles, ses amies, des femmes de passage au château ou des veuves du village. Elle les dessine au pastel, au fusain ou à la sanguine dans un geste sur et vif cerné d’un trait noir.

### Expositions

#### Expositions Anthume
- 1921
  - Salon des artistes français (Paris, France)
- 1924
  - Salon des artistes français (Paris, France)
- 1930
  - Salon d’automne (Paris, France)
- 1932
  - 43e exposition des artistes indépendants, GRAND PALAIS DES CHAMPS ÉLYSÉES , Avenue Alexandre III (Paris, France), du 22 Janvier au 28 Février inclus
- 1935
  - Galerie Marignan, (Paris, France)
- 1937
  - Exposition Universelle (Paris, France)
- 1941
  - Salon annuel (Albi, France)
- 1942
  - Exposition régionale (Grauhlet, France)
- 1943
  - Exposition régionale (Grauhlet, France)
- 1951
  - 67e salon du Musée des Beaux-arts de la ville de Paris (Paris, France)
- 1955
  - Rue du Beaujelais, (Paris, France)
- 1956
  - Club International Féminin, Musée d’art moderne, (Paris, France)
- 1957
  - Club International Féminin, Musée d’art moderne, (Paris, France)
- 1958
  - Club International Féminin, Musée d’art moderne, (Paris, France)
- 1959
  - Club International Féminin, Musée d’art moderne, (Paris, France)
- 1960
  - Club International Féminin (Stuttgart, Allemagne)
- 1961
  - Club International Féminin, Institut Français du Royaume-Uni (Londres, Royaume-Uni)
- 1963
  - Club International Féminin, Hôtel Belediye Sarayi (Istanbul, Turquie)
- 1966
  - Club International Féminin (Tchécoslovaquie)
  - Club International Féminin, Musée d’art moderne (Paris, France)
- 1968
  - Musée de Lavaur (France)
  -  Palais Zappeion, Club International Féminin (Athènes, Grèce)* 1973
  - Galerie Hélène Appel (Paris, France)
- 1974
  -  Château de Mauriac (France)
  -  15e Salon du Gaillacois, Musée du Parc Foucaud (France)
- 1981
  - Musée de Picardie (Amiens, France)
  - 25e Exposition de la Fédération Culturelle Féminine (FICF)
- 1982
  -  Galerie Targuebayre (Cordes-sur-ciel, France)
- 1983
  -  Hans Beda (Allemagne)
- 1986
  -  « L’échaugette » (Giroussens, France)
- 1987
  -  Rabastens (France)

#### Expositions Posthumes
- 1991
  -  Giroussens, 12 juillet – 16 août (France)
  - Moulins Albigeois, 26 juin - 15 septembre (Albi, France)
  - Centre Théron Périé, 16 juin - 14 juillet (Castres, France)
  - Musée du pays vaurais, 20 juillet - 30 septembre (Lavaur, France)
- 1996
  - Fleurs-pastels, du 30 mars au 14 avril, Salle de la mairie (Giroussens, France)
  -  Femmes passions 96, 13 juillet au 15 aout, Orangerie du château (Giroussens, France)
  - Les gens du Languedoc, 19 octobre au 17 novembre, salle de la mairie (Giroussens, France)
- 1998
  - La tour des rondes (Lavaur, France)
- 1999
  - Les gens du Languedoc, du 1 au 21 septembre, Eglise des cordeliers (Gourdon en Quercy, France)
- 2001
  - Mémoire et sites cathares, 25 juin au 18 août, Galerie Paul Sibra, Castelnaudary (France)
- 2002
  - Musée Castelvecchio (Vérone, Italie)
  - Les femmes, 21 mai au 9 juin, Réalmont
- 2008
  - Museu del Cantir (Argentona, Espagne)
- 2009
  - Abbaye Ecole de Sorèze, 8 mars au 31 mai (Tarn, France)
  -  Les petits mots de Colette,les dessins de Lucie,  Giroussens (France) + Conférence de Graciela Conte-Stirling
- 2010
  -  L’église st Salvi, exposition à la suite du don de la collection LB à la commune de Giroussens, 1 octobre au 15 janvier 2011 ( Giroussens, France)
- 2012
  -  Paysage du Tarn, Regards d’artistes 1800-1950, 19 mai au 31 août, Musée du pays Vaurais (Lavaur, France)
- 2014
  - Lucie Bouniol / une femme pour l'art : exposition, 28 février au 4 mai 2014, Musée Goya (Castres, France)
- 2015
  - Lucie Bouniol, une artiste peintre sculpteur de notre région, du 31 octobre au 8 novembre 2015, Salon des antiquaires, parc des expositions (Toulouse, France)
- 2019
  - Lucie Bouniol, une tarnaise au Palais Royal, Du 2 au 31 mars 2019, Musée Raymond Lafage (Isle-sur-tarn, France)
  - Les femmes à la campagne, du 24 mai au 3 novembre 2019, Château-musée de Cayla (Andillac, France)
  - Regards de femmes, peintres et sculptrice de 1900 à 1950, du 18 mai au 22 septembre 2019, Musée du pays Vaurais (Lavaur, France)
- 2023
  - Quatre artistes à l’honneur, du 12 juillet au 29 octobre 2023, Musée du Pays Rabastinois (Rabastens, France)

#### Commandes publiques
- 1921
  - Monument aux morts (Tremont, France)
  - Monument aux morts (Robert-Espagne, France)
- 1927
  - Monument aux morts (Duravel, France)
- 1937
  - Exposition Universelle de Paris, Commande de la ville de Paris d’une fontaine en collaboration avec Paul Landowsky
- 1943
  - Médaillon de bronze à l’effigie du Docteur C.Guiraud, pour l’hopital de Lavaur (Lavaur, France)
  - Buste d’un membre de l’institut, Musée des Augustins (Toulouse, France)

#### Prix et récompenses
- 1911
  - Second prix de sculpture aux Beaux-arts de Marseille
- 1917
  - Récompenses obtenues : Prix d’atelier, prix Chevanard, (Ecole des Beaux-arts, Paris, France)
- 1921
  - 1er prix au salon des artistes français, (Paris, France)

## Galerie

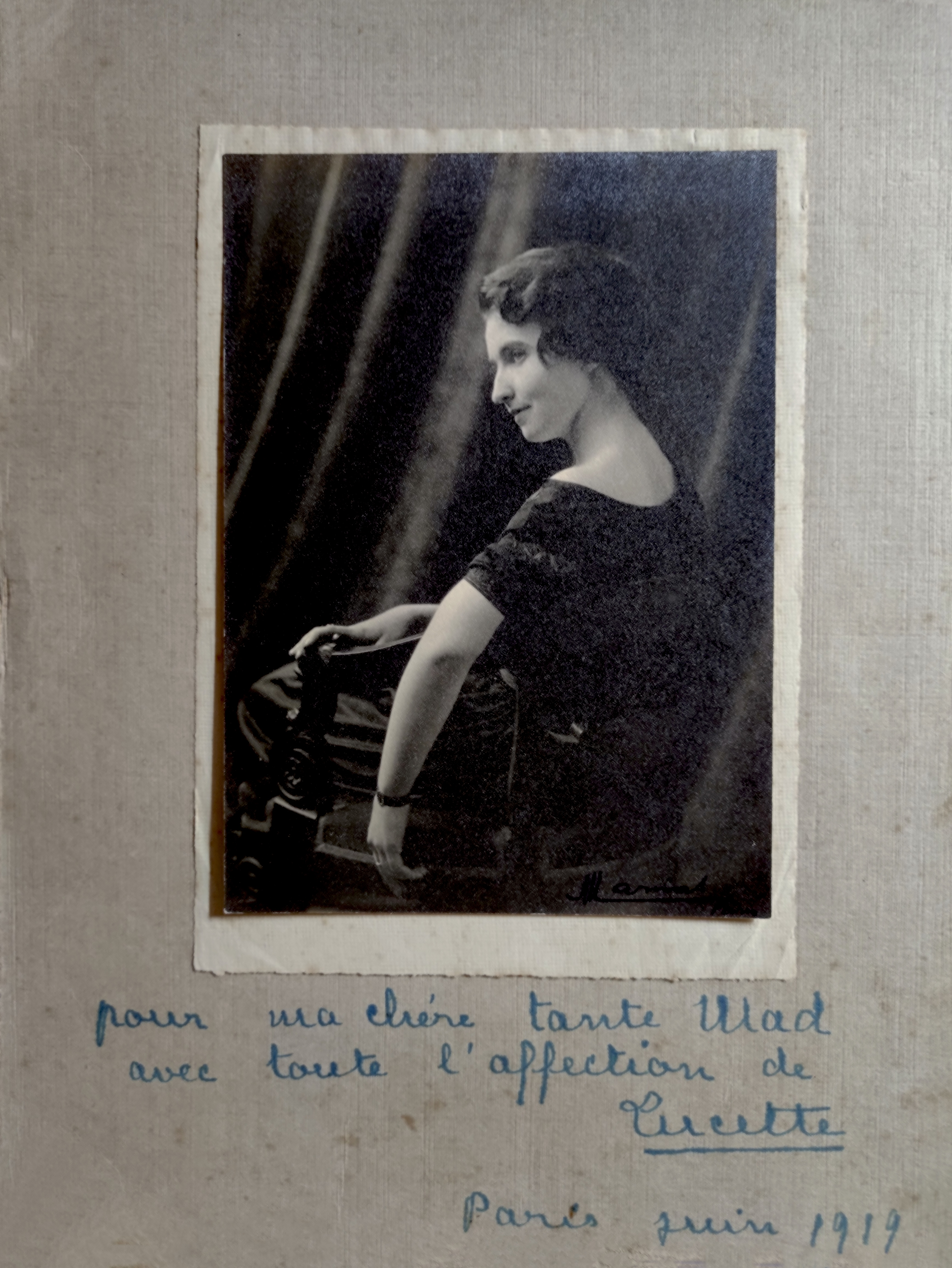
Lucie Bouniol - Paris 1919
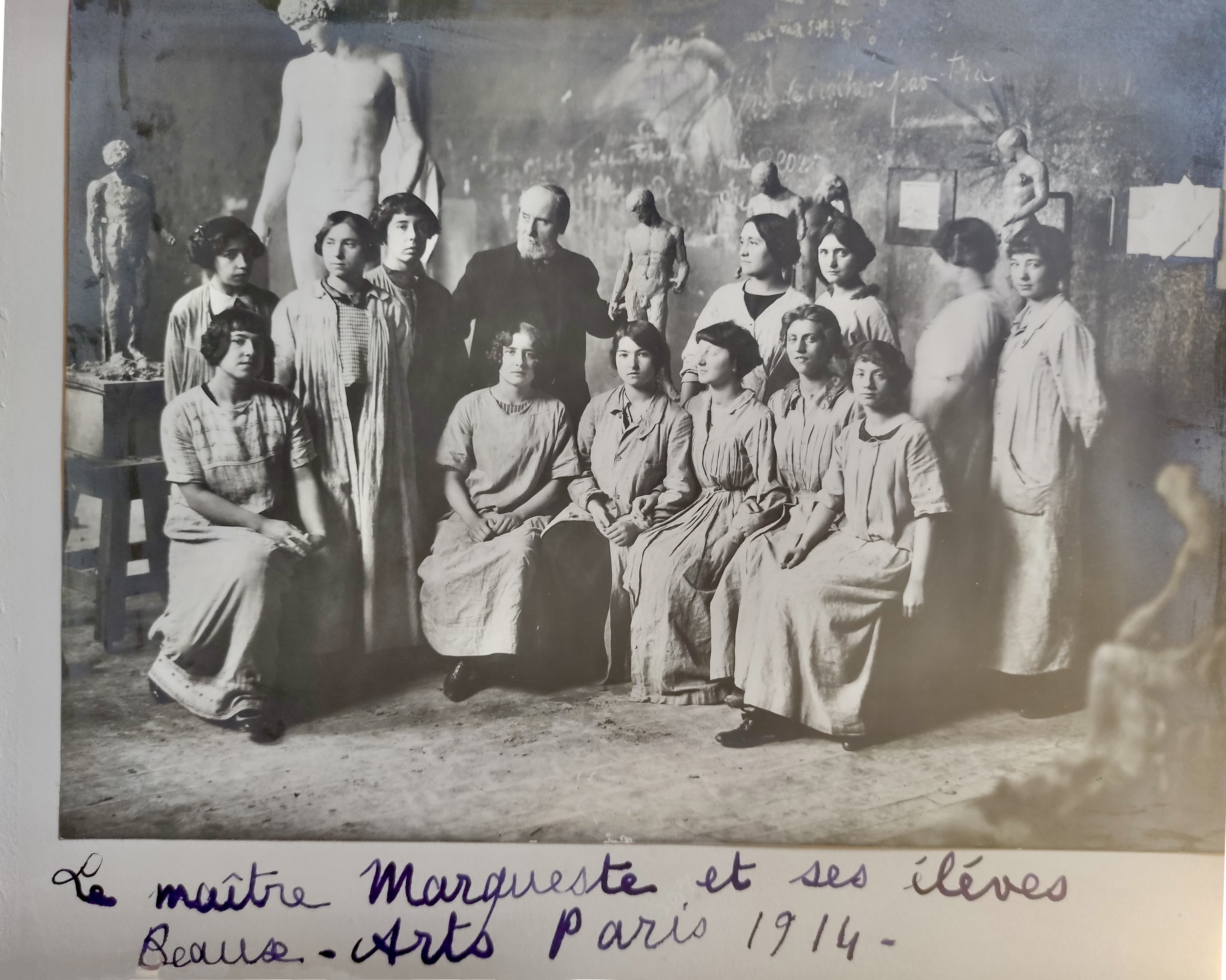
Lucie aux Beaux-arts de Paris - 1911
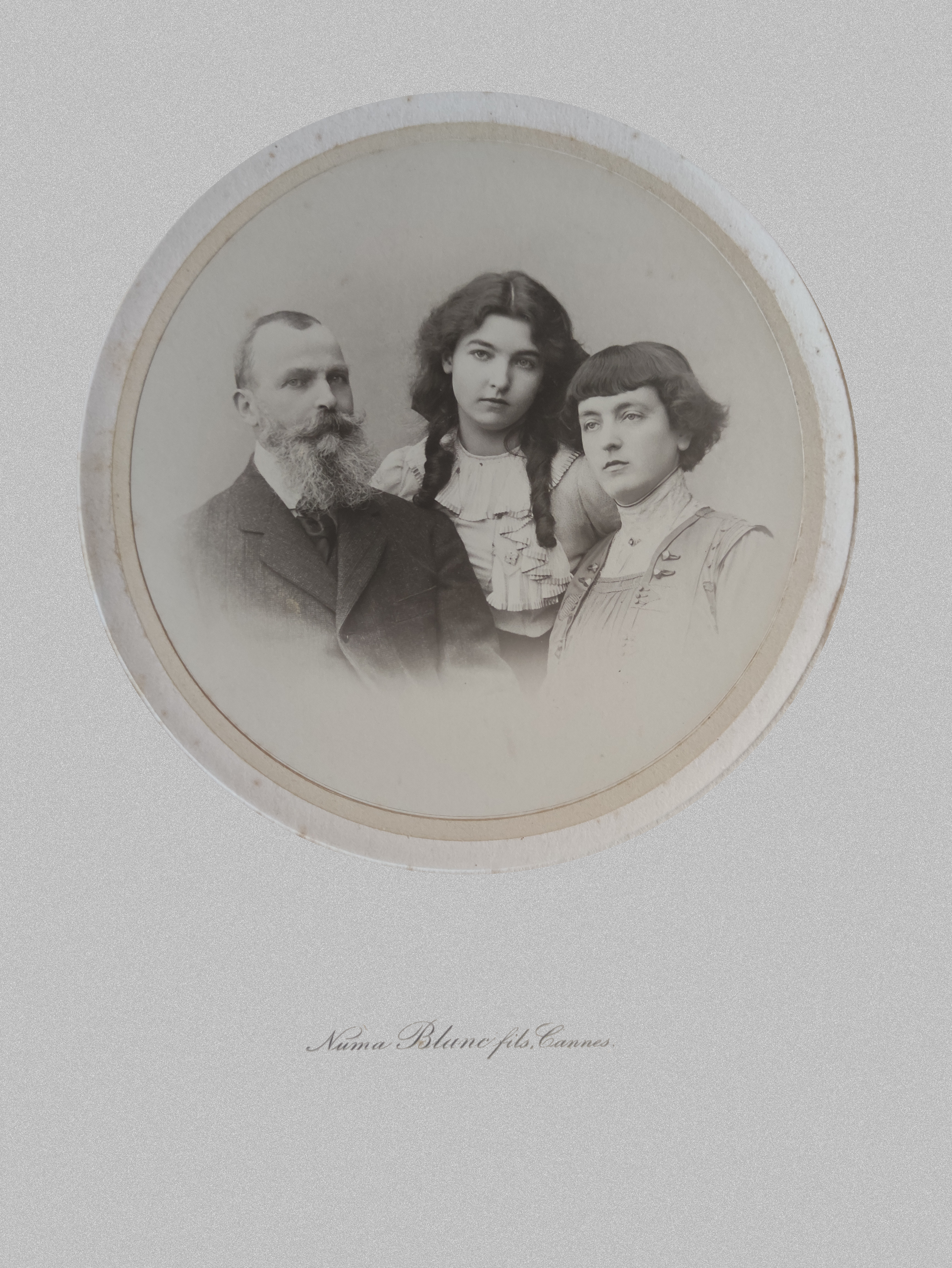
Lucie et ses parents- Mai 1911
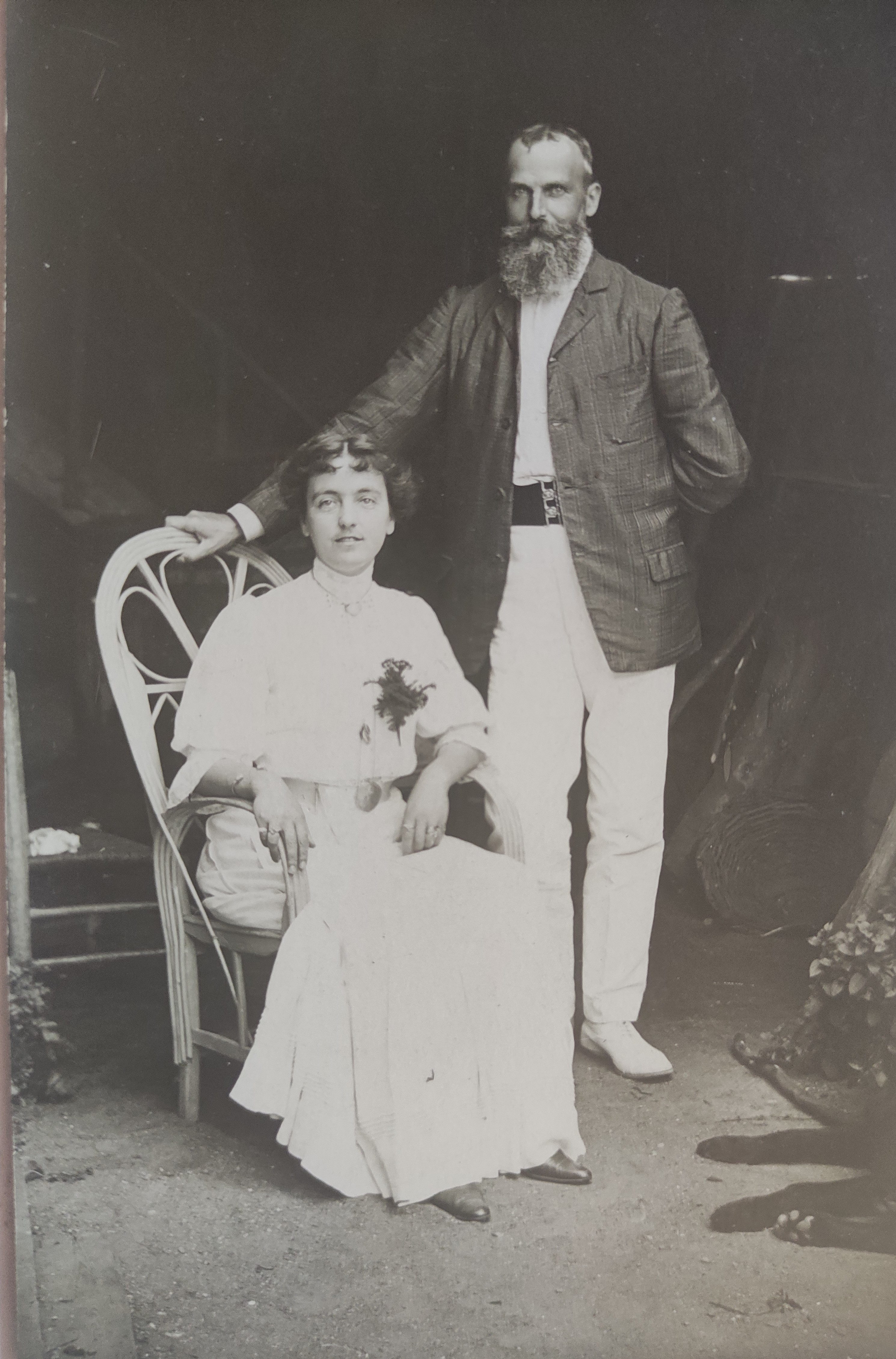
Cécile et Joseph Bouniol -1897
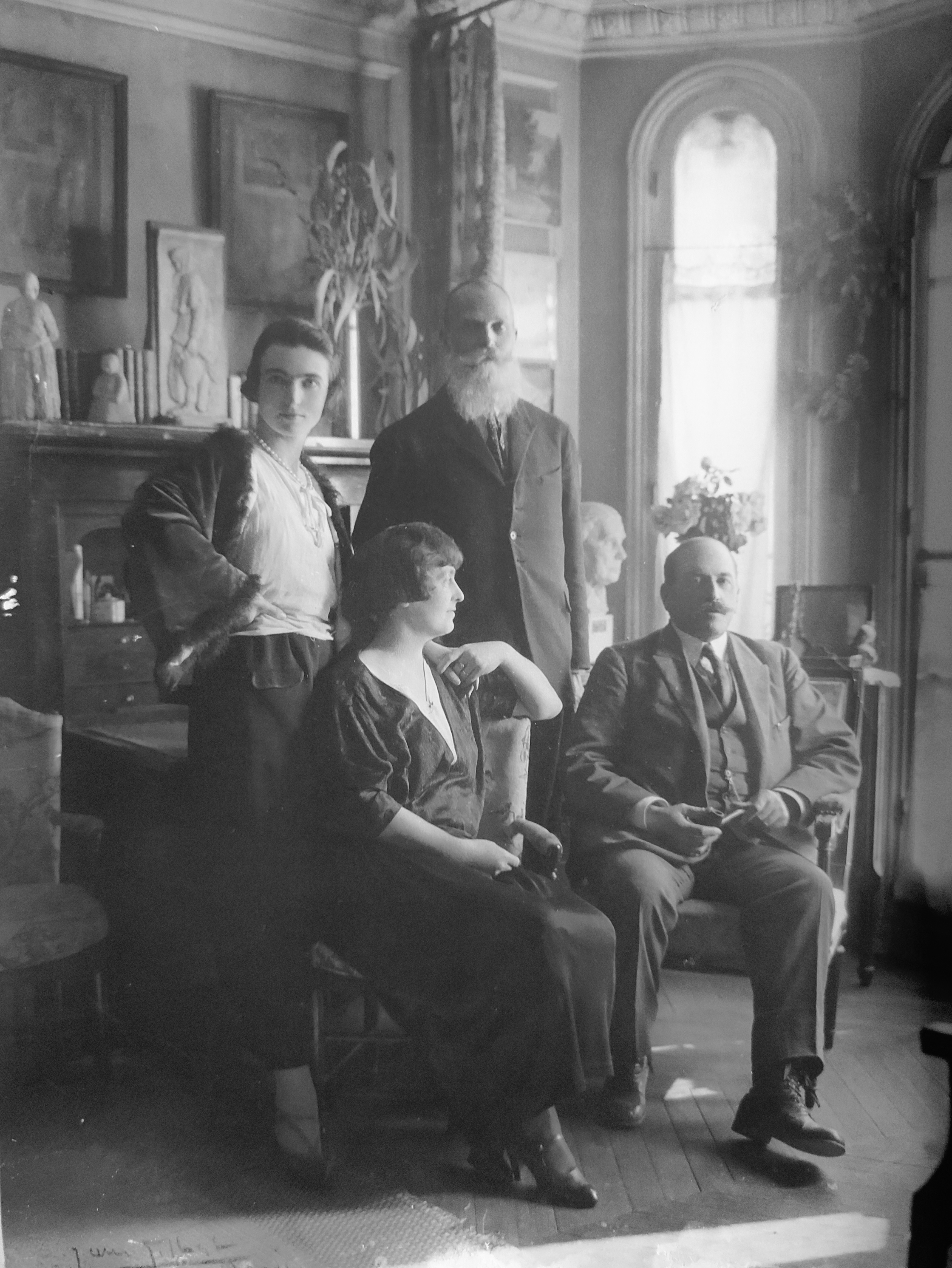
Lucie Bouniol et son oncle Xavier debout, sa mère et son père assis
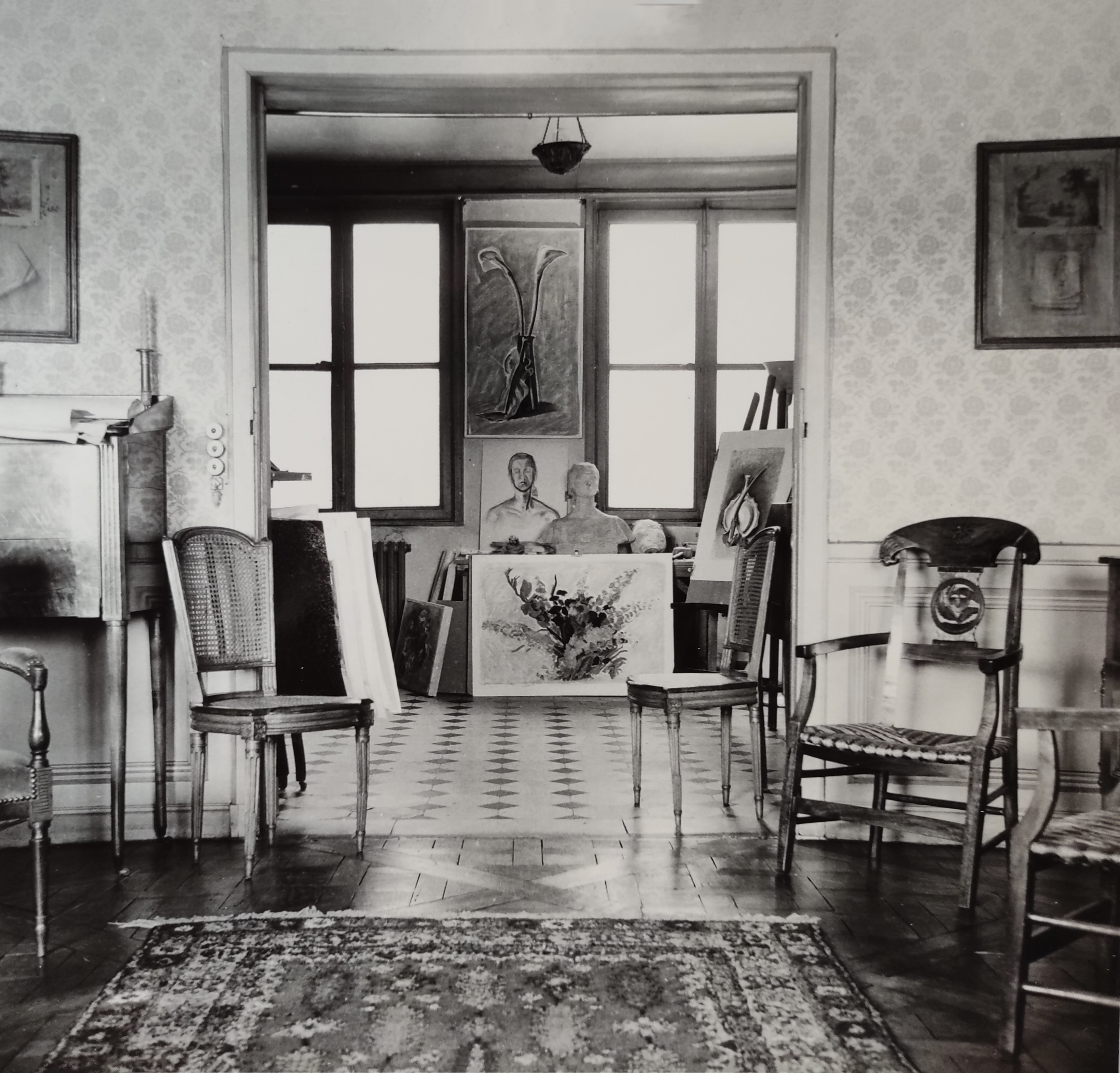
Son appartement/atelier au Palais Royal - Paris
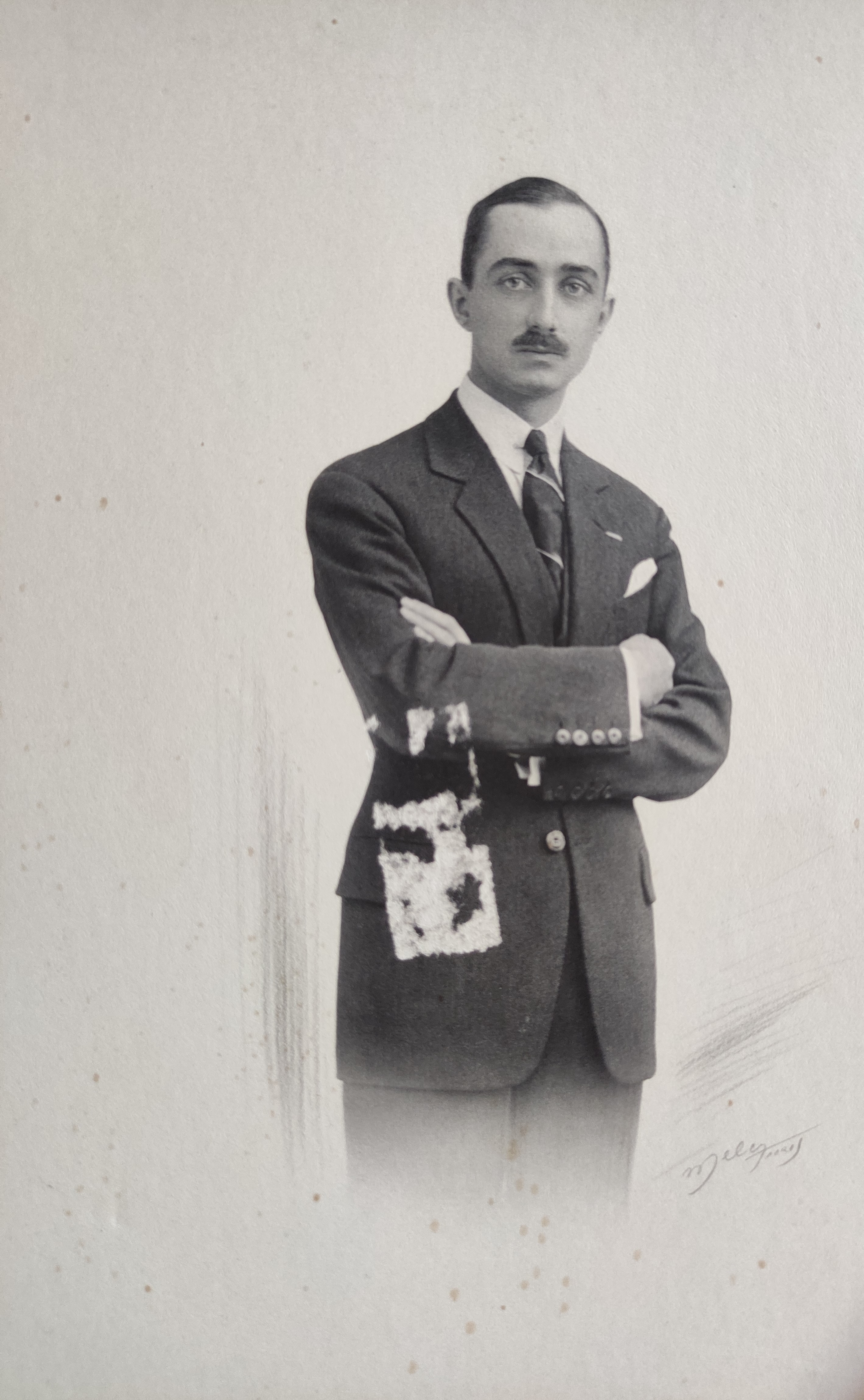
Jean Bouniol - 1928
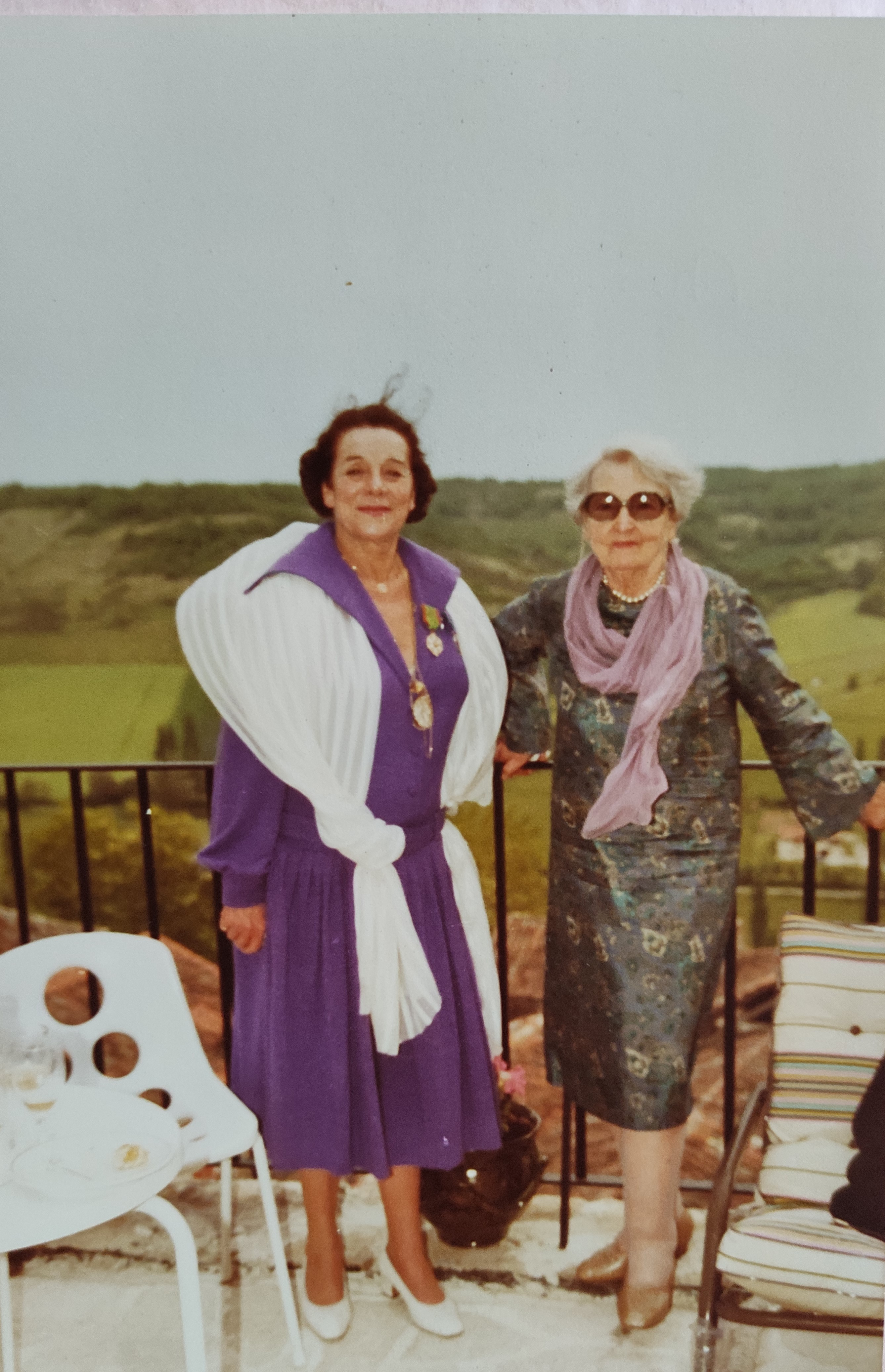
Lucie bouniol ( à droite) et Claire Targuebeyre à Cordes-sur-ciel
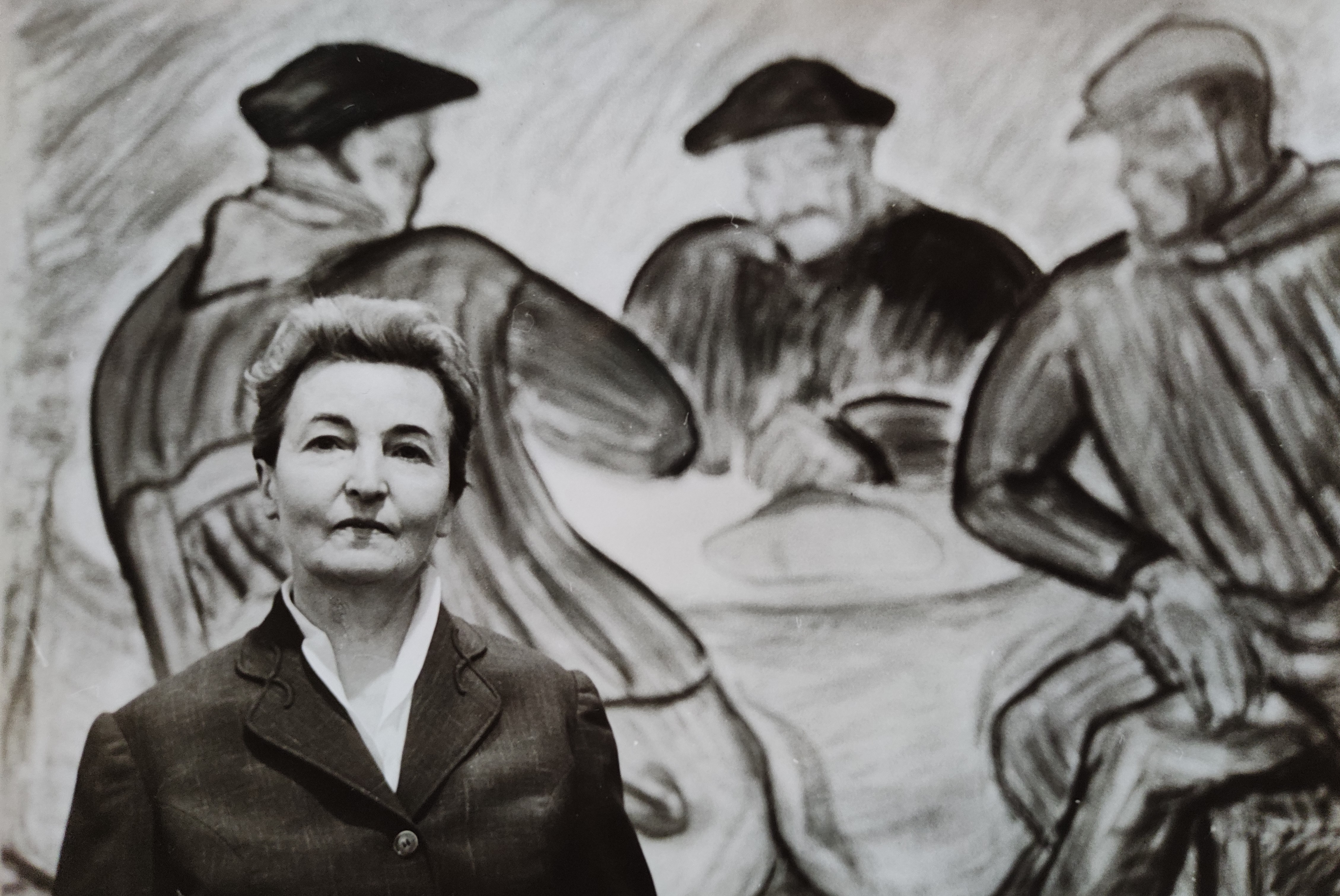
Lucie Bouniol devant son œuvre
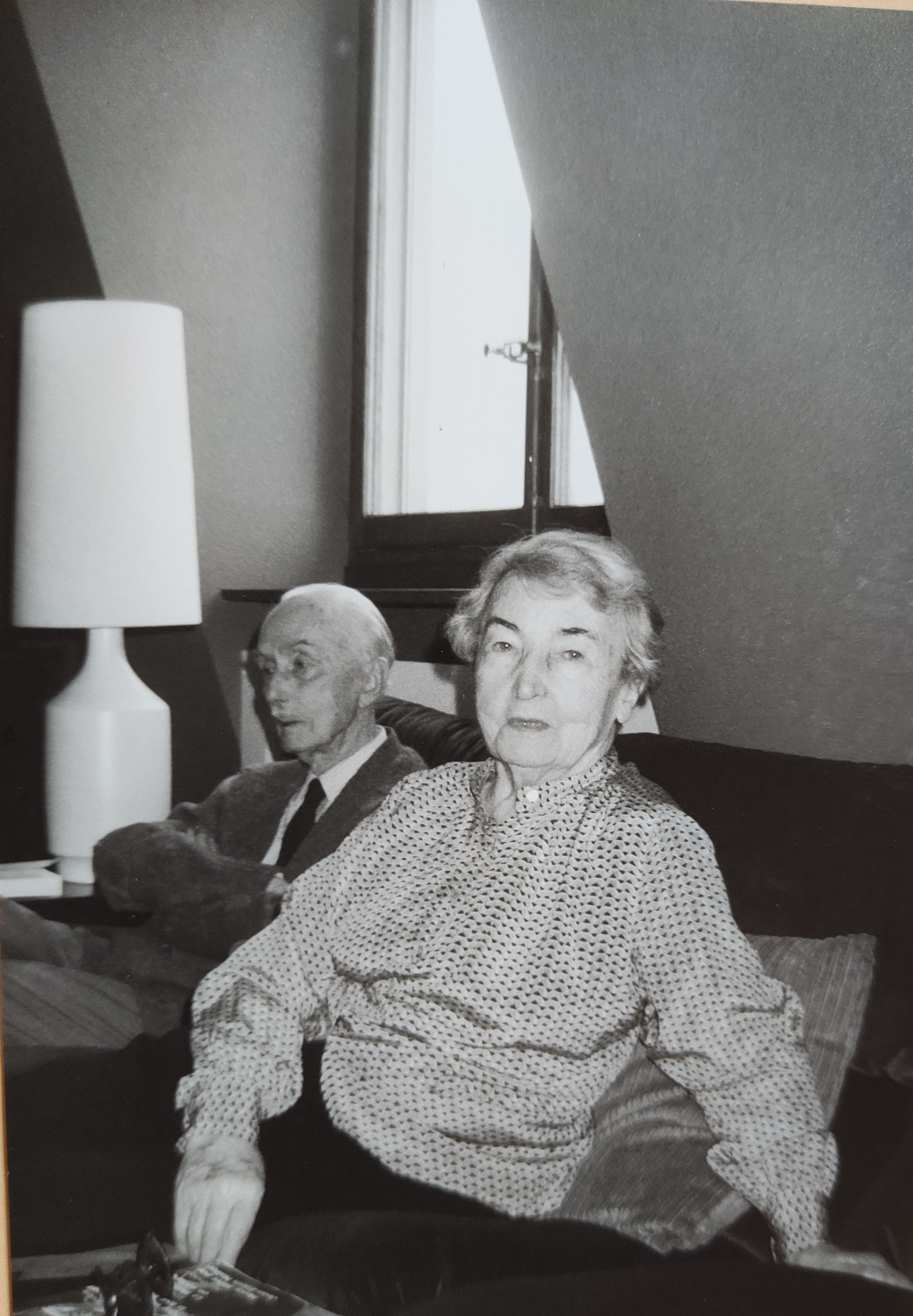
Lucie et Jean Bouniol - 1982
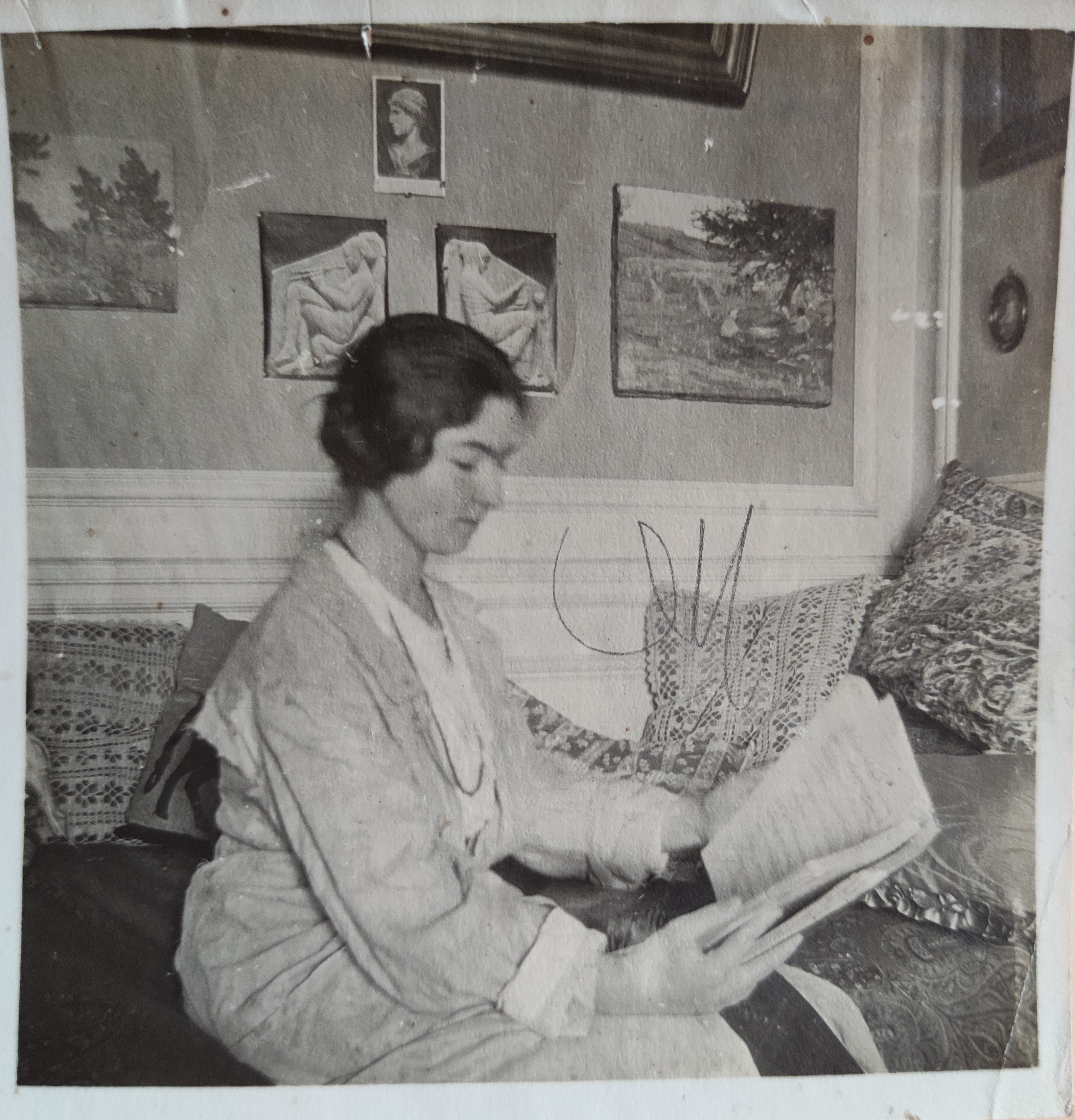
Lucie Bouniol, 1913 -  Boulevard Lefebvre, Paris